# Moricone
Moricone (Murricò in dialetto locale) è un comune italiano di 2 428 abitanti della città metropolitana di Roma Capitale nel Lazio.

## Geografia fisica

### Territorio
Moricone si trova nella Valle del Tevere, a circa 42 km da Roma. È posto a 296 metri di altezza, sulle propaggini occidentali dei monti Lucretili, nelle vicinanze del Monte Gennaro (1272 m) e del Monte Pellecchia (1368 m), nel cuore del Parco regionale naturale dei Monti Lucretili. Nei limiti amministrativi del comune rientra il bastione montuoso di Monte Matano.

### Clima
- Classificazione climatica: zona D, 2012 GR/G

## Storia
La sua origine storica risulta controversa. Il toponimo proviene dal Monte Morrecone, in cima al quale si costituì il nucleo originario del Castello. Secondo alcune fonti questo sorse nell'area dell'antica Orvinium. Questa ipotesi è stata rifiutata con decisione dal Nibby e da altri che lo ritengono costruito su Regillum, che era, insieme a Cures ed Eretum, una delle antiche città sabine del Lazio arcaico. Regillum era l'antica patria della gens Claudia, i resti della quale sono stati individuati da studi recenti nella località di Colle Arioni. Una terza ipotesi, avanzata da Silvestrelli, si basa su una vecchia cronaca di Farfa riguardo alla costruzione di una città ad opera dell'abate Berardo III (morto nel 1119). Infine, secondo l'Università Agraria di Moricone, esiste la possibilità, basata sui libri di Tito Livio, che il paese sorse in corrispondenza dell'antica Antemnae, una delle trenta colonie fondate dagli antichi Latini nel territorio Sabino.
Risale al XIII secolo la prima citazione storica che fa riferimento al paese. In un atto del 1272, conservato nell'Archivio di Santo Spirito in Sassia, si parla di un castello edificato sul Monte Morrecone dalla famiglia dei conti di Palombara, i De Palumba. In seguito viene acquistato dai Savelli che lo aggiungono ai loro feudi.
Nel 1611 la proprietà passerà al principe Marcantonio Borghese per la cifra di 100.000 scudi più la metà del castello di Pietraforte. Il principe Borghese, entrato in possesso dell'abitato, realizzò molte importanti opere che trasformarono il volto di Moricone. Portò l'acqua dalle sorgenti di Casoli, costruì due mole a grano e due a olio, innalzò un altro castello e compì bonifiche e altri lavori, come l'apertura di una nuova porta (Porta Nova) nel vecchio muro di cinta. Dal 1871 i Torlonia subentrarono ai Borghese grazie ad un vincolo matrimoniale. Infine pochi decenni fa i possedimenti passarono agli Sforza Cesarini per essere poi venduti e lottizzati fra gli abitanti del luogo.

### Simboli
Lo stemma è stato riconosciuto con DPCM del 20 aprile 1954. Su sfondo d'argento è raffigurato un monte all'italiana di verde, di tre cime; su quella centrale è posata una colomba con un ramo d'olivo nel becco.
Il gonfalone è stato concesso con DPR del 4 dicembre 1954 ed è costituito da un drappo di azzurro.

## Monumenti e luoghi d'interesse

### Architetture religiose
- Chiesa vecchia in piazza Ranne, di impronta romanica, fu fino al 1820 circa la parrocchia di Moricone. Oggi non è più adibita al culto ed è destinata ad attività sociali e culturali.
- Chiesa parrocchiale, voluta da suor Colomba perché la chiesa vecchia non era più adatta all'accresciuto paese, sorge anch'essa nella piazza principale del paese. All'interno si trovano alcuni pregevoli dipinti come il Salvatore di Antoniazzo Romano, la pala d'altare dell'Assunta di Corrado Giaquinto e la Madonna del Rosario di Ludovico Prosseda, noto artista e incisore locale.
- Convento dei Passionisti, fondato da san Giuseppe Calasanzio, fu prima dei Benedettini, poi degli Scolopi dal 1610 al 1732, poi dei Religiosi Minimi di S. Francesco di Paola fino al 1807 quando, abbandonato, fu affidato dalla Santa Sede alla Curia diocesana. Gli invasori francesi incamerarono convento e beni e li vendettero nel 1810. Tornarono poi alla Curia diocesana sabina e rimasero abbandonati fino al 1836. Clero e autorità civile chiesero quindi al cardinal Odescalchi che vi facesse venire i Passionisti, dei quali si aveva stima e fiducia perché ben conosciuti come zelanti missionari e direttori spirituali. Nella chiesa sono custodite le spoglie del beato Bernardo Maria di Gesù, beatificato nel 1988, ora meta di pellegrinaggio.

### Architetture civili
- Palazzo Baronale, costruito da Marcantonio Borghese nel 1619 quando venne in possesso del feudo, sorge nella piazza principale del paese. È oggi di proprietà privata.
- Ville romane, presenti nelle campagne che circondano il centro abitato.

### Architetture militari
- Castello, in buone condizioni, si estende sul punto più alto del Monte Morrecone. L'incastellamento del paese avvenne durante il X secolo. Il principe Borghese ne concesse l'uso a suor Colomba Serantoni (1701–1781), che vi fondò l'ordine monastico de “Le Oblate di Santa Chiara” ed istituì un educandato per giovinette all'interno del castello. Successivamente subentrarono le suore di Nostra Signora del Rifugio in Monte Calvario. Oggi la parte comunale è sede della biblioteca del paese intitolata al dott. Arrigo Allega e dell'Archivio Storico ricostruito nel 1992 dal Comune di Moricone insieme alla Regione Lazio e all'Università Agraria di Moricone.

### Antico acquedotto
Costruito dal principe Marcantonio Borghese dopo il 1611, questo permise di portare l'acqua dalle sorgenti di Casoli alle mole presenti nel borgo di Moricone. Ad oggi è possibile osservarne alcuni tratti, ancora presenti e ben mantenuti, lungo la strada che collega il comune di Moricone a quello di Monteflavio (SP29A).
Uno dei tratti più suggestivi di questo acquedotto è l‘imponente Ponte del Diavolo, costruito nell’omonima valle, sul fosso di Casoli.

### Aree naturali
- Parco regionale naturale dei Monti Lucretili

## Società

### Popolazione
Stando ai dati Istat risalenti al 1º gennaio 2018 Moricone conta 2.559 abitanti tra cui 1.070 famiglie.
La comunità straniera più numerosa è quella proveniente dalla Romania con il 43,5% di tutti gli stranieri presenti sul territorio, seguita dall'Albania (21,3%) e dalla Macedonia del Nord (13,8%).

### Evoluzione demografica
Abitanti censiti

### Tradizioni e folclore
- Prima domenica di luglio, Festa del Beato Bernardo. Durante la festa si svolgono celebrazioni religiose e momenti ricreativi e i giochi popolari delle Bernardiadi.
- 22 agosto, Festa patronale dell'Assunta. Nei giorni intorno a questa data si organizzano diverse manifestazioni e attività di vario genere.
- 8 settembre, Madonna del Passo. Durante la processione dal Santuario, posto fuori dal paese, alla Chiesa Parrocchiale, i Moriconesi compongono le “filastrocche”, delle decorazioni realizzate con le foglie della vegetazione locale, che vengono poi lanciate sulla statua della Madonna, in segno di devozione.

## Cultura
- Biblioteca comunale "Arrigo Allega"[8]

## Economia

### Agricoltura
È uno dei comuni della città metropolitana di Roma Capitale il cui territorio è compreso nell'area di produzione dell'Olio di Oliva Sabina (DOP).
Moricone è un paese a prevalente carattere agricolo. Si ha una notevole produzione di frutta, tra cui spiccano le ciliegie e le pesche, una buona produzione di vino e soprattutto l'importante produzione di olio extravergine d'oliva. L'olio extravergine della Sabina ha ottenuto la Denominazione di Origine Controllata (D.M. 29/05/1995) e il riconoscimento di Denominazione di origine protetta (Reg. CEE n. 1263 del 01/07/1996).

### Carbonaie
Quella della carbonaia era una tecnica molto usata in passato in gran parte del territorio dei Monti Lucretili, per trasformare la legna in carbone.
Nel territorio comunale sono tuttora presenti le antiche carbonaie (carbonere in dialetto locale) dismesse ed in alcune di esse è possibile trovare dei piccoli pezzi di legna carbonizzata.

### Produzione di calce
Lungo i sentieri del Parco nel territorio moriconese non è insolito incontrare antiche "calcare", ovvero cave di pietra, e le connesse fornaci (caldare in dialetto). Quelle nelle quali la pietra calcarea, dopo essere stata frantumata, veniva cotta per ricavare la calce.

## Sport

### Calcio
La principale squadra di calcio della città è la Polisportiva Dilettantistica Moricone 1967 che nella stagione sportiva 2022-2023 milita nel girone F laziale della Seconda Categoria. È nata nel 1967.

### Pallavolo
Nel comune è molto attiva la pallavolo femminile e misto, con la ASD Moricone Volley militante nella prima divisione FIPAV CSI.